# Let the Good Times Roll (album)
Let the Good Times Roll: The Music of Louis Jordan jest to album B.B. Kinga nagrany w hołdzie muzykowi Louisowi Jordanowi. Płyta składa się z coverów utworów amerykańskiego jazzmana, saksofonisty i piosenkarza Louisa Jordana. Wydawnictwo ukazało się w roku 1999 nakładem wytwórni MCA Records.
Poza Kingiem na płycie słychać też innych wybitnych muzyków jazzowych i bluesowych, m.in.: Dr. John, Earl Palmer czy członków zespołu Raya Charlesa.

## Spis utworów
1. "Ain't Nobody Here But Us Chickens" - 2:51
2. "Is You Is or Is You Ain't My Baby" - 3:22
3. "Beware, Brother, Beware" - 3:07
4. "Somebody Done Changed the Lock on my Door" - 3:28
5. "Ain't That  Just Like a Woman (They'll Do it Every Time)" - 3:30
6. "Choo Choo Ch'Boogie" - 2:37
7. "Buzz Me" - 2:52
8. "Early in the Mornin'" - 4:47
9. "I'm Gonna Move to the Outskirts of Town" - 4:49
10. "Jack, You're Dead" - 2:09
11. "Knock Me a Kiss" - 2:40
12. "Let the Good Times Roll" - 2:39
13. "Caldonia" - 2:17
14. "It's a Great, Great Pleasure" - 2:38
15. "Rusty Dusty Blues" - 4:17
16. "Sure Had a Wonderful Time Last Night" - 3:07
17. "Saturday Night Fish Fry" - 4:24
18. "Nobody Knows You When You're Down and Out" - 4:34

## Muzycy uczestniczący w sesji nagraniowej
- B. B. King – śpiew, gitara główna
- Dr. John – pianino, śpiew
- Neil Larsen – organy Hammonda, pianino
- Hank Crawford – saksofon altowy
- David Newman – saksofon tenorowy
- Marcus Belgrave – trąbka
- Russell Malone – gitara rytmiczna
- John Heard – gitara basowa
- Earl Palmer – perkusja
- Lenny Castro – instrumenty perkusyjne